# 卡西塔斯區
3°56′32″S 80°39′04″W / 3.9422°S 80.6512°W
卡西塔斯區（西班牙語：Distrito de Casitas），是秘魯的一個區，位於該國西北部通貝斯大區的康特拉爾米蘭特比利亞爾省，始建於1942年11月25日，面積855.4平方公里，海拔高度134米，2005年人口2,521，人口密度每平方公里2.9人。